# Halové mistrovství České republiky v atletice 2010
Halové mistrovství ČR v atletice 2010 se uskutečnilo ve dnech 27.–28. února 2010 v hale Otakara Jandery v pražské Stromovce. Pro české atlety znamenal domácí šampionát poslední možnost, jak splnit limit na halové MS do katarského Dauhá.  

## Medailisté

### Muži
| Soutěž                         | Zlato                                                                     | Stříbro                                                                | Bronz                                                                                 |
| 60 m                           | Libor Žilka 6,66                                                          | Pavel Maslák 6,81                                                      | Rostislav Šulc 6,93 Petr Lichý 6,93                                                   |
| 200 m                          | Josef Prorok 21,39                                                        | Pavel Maslák 21,43                                                     | Theodor Jareš 21,80                                                                   |
| 400 m                          | Jiří Vojtík 47,16                                                         | Pavel Jiráň 47,48                                                      | Petr Szetei 47,65                                                                     |
| 800 m                          | Jakub Holuša 1:49,09                                                      | Martin Hošek 1:50,61                                                   | Martin Hrstka 1:51,61                                                                 |
| 1500 m                         | Tomáš Bednář 3:47,73                                                      | Jakub Živec 3:47,81                                                    | Michal Šneberger 3:52,35                                                              |
| 3000 m                         | Petr Mikulenka 8:19,39                                                    | Lukáš Kourek 8:22,61                                                   | Tomáš Belada 8:29,74                                                                  |
| 60 m př.                       | Petr Svoboda 7,44                                                         | Pavel Sedlák 8,00                                                      | Tomáš Kavka 8,04                                                                      |
| 4 × 400 m                      | Michal Uhlík Martin Čapek Theodor Jareš Josef Prorok Slavia Praha 3:13,59 | Jiří Vojtík Tomáš Matyska Martin Hošek Pavel Jiráň Olymp Praha 3:17,19 | Miroslav Vinkler Aleš Voborník Tomáš Netolický Martin Hrstka Hvězda Pardubice 3:24,46 |
| Skok do výšky                  | Jaroslav Bába 2,25 m                                                      | Jan Sommerschuh 2,10 m                                                 | Martin Heindl 2,05 m Marek Navrátil 2,05 m                                            |
| Skok o tyči                    | Michal Balner 5,76 m                                                      | Jan Kudlička 5,55 m                                                    | Štěpán Janáček 5,45 m                                                                 |
| Skok daleký                    | Roman Novotný 7,75 m                                                      | Štěpán Wagner 7,73 m                                                   | Svatoslav Ton 7,34 m                                                                  |
| Trojskok                       | Roman Novotný 14,91 m                                                     | Jiří Vondáček 14,91 m                                                  | Tomáš Nevtípil 14,70 m                                                                |
| Vrh koulí                      | Remigius Machura 18,87 m                                                  | Vladislav Tuláček 18,13 m                                              | Ladislav Prášil 17,89 m                                                               |
| Sedmiboj Praha 13. – 14.2.2010 | Pavel Baar 5580 bodů                                                      | Adam Nejedlý 5535 bodů                                                 | Jaroslav Hedvičák 5381 bodů                                                           |

### Ženy
| Soutěž                        | Zlato                                                                               | Stříbro                                                                                       | Bronz                                                                                  |
| 60 m                          | Iveta Mazáčová 7,38                                                                 | Kateřina Čechová 7,41                                                                         | Monika Táborská 7,58                                                                   |
| 200 m                         | Kateřina Čechová 24,03                                                              | Zuzana Hejnová 24,07                                                                          | Zuzana Bergrová 24,40                                                                  |
| 400 m                         | Denisa Rosolová 53,34                                                               | Jitka Bartoničková 54,15                                                                      | Kristina Volfová 55,15                                                                 |
| 800 m                         | Tereza Čapková 2:07,50                                                              | Jana Melichová 2:09,91                                                                        | Markéta Krejčí 2:12,39                                                                 |
| 1500 m                        | Lenka Masná 4:18,86                                                                 | Marcela Lustigová 4:18,89                                                                     | Květa Pecková 4:33,43                                                                  |
| 3000 m                        | Květa Pecková 9:35,28                                                               | Martina Bařinová 9:36,77                                                                      | Lucie Sekanová 9:51,31                                                                 |
| 60 m př.                      | Lucie Škrobáková 8,06                                                               | Jana Korešová 8,44                                                                            | Lenka Lepičová 8,56                                                                    |
| 4 × 400 m                     | Kristýna Skřenková Radka Stružková Zuzana Bergrová Zuzana Hejnová USK Praha 3:50,05 | Kateřina Ulrichová Markéta Krejčí Lenka Švábíková Veronika Jelínková Hvězda Pardubice 3:51,72 | Veronika Vojtíková Tereza Straková Veronika Šťastná Jana Sajdoková Olymp Praha 3:53,04 |
| Skok do výšky                 | Oldřiška Marešová 1,90 m                                                            | Iva Straková 1,87 m                                                                           | Barbora Laláková 1,84 m                                                                |
| Skok o tyči                   | Jiřina Ptáčníková 4,56 m                                                            | Pavla Rybová 4,25 m                                                                           | Romana Maláčová 4,00 m                                                                 |
| Skok daleký                   | Jana Korešová 6,21 m                                                                | Eliška Klučinová 5,99 m                                                                       | Naďa Zikmundová 5,98 m                                                                 |
| Trojskok                      | Martina Šestáková 13,69 m                                                           | Lucie Májková 12,78 m                                                                         | Barbora Lacigová 12,52 m                                                               |
| Vrh koulí                     | Jana Kárníková 15,96 m                                                              | Romana Grómanová 14,69 m                                                                      | Andrea Valešová 14,52 m                                                                |
| Pětiboj Praha 13. – 14.2.2010 | Jana Korešová 4269 bodů                                                             | Eliška Klučinová 4227 bodů                                                                    | Hana Kavínová 3730 bodů                                                                |